# Papillacarus cruzae
Papillacarus cruzae är en kvalsterart som beskrevs av Corpuz-Raros 1979. Papillacarus cruzae ingår i släktet Papillacarus och familjen Lohmanniidae. Inga underarter finns listade i Catalogue of Life.